# یوردانکا یوروکووا
یوردانکا نیکولوا یوروکووا (به بلغاری: Йорданка Николова Юрукова) (زادهٔ ۱۹ ژانویهٔ ۱۹۳۶ – ۳۱ مارس ۲۰۱۲) باستان‌شناس و سکه‌شناس اهل بلغارستان بود که در آکادمی علوم بلغارستان نیز عضویت داشت.

## زندگی‌نامه
یوکووا در سال ۱۹۳۶ در صوفیه به دنیا آمد. او در سال ۱۹۶۰، در رشتهٔ تاریخ در دانشگاه صوفیه، فارغ‌التحصیل شد. وی پس از آن برای ادامهٔ تحصیل در مقطع دکترا به دانشگاه سوربن در فرانسه رفت و از پایان‌نامه‌اش تحت عنوان ضرابخانه‌ها در شرق بیزانس دفاع کرد. پس از بازگشت به بلغارستان، به عنوان دانشیار پژوهشی مشغول به کار شد. در سال ۲۰۰۸، او به عنوان عضو آکادمی علوم بلغارستان انتخاب شد.